# Thecla barajo
Thecla barajo är en fjärilsart som beskrevs av Tryon Reakirt 1866. Thecla barajo ingår i släktet Thecla och familjen juvelvingar. Inga underarter finns listade i Catalogue of Life.